# روبين كاستيلانوس
روبين كاستيلانوس (بالإسبانية: Rubén Castellanos)‏ هو لاعب كرة الريشة غواتيمالي، ولد في 18 يناير 1997 في Morales, Guatemala ‏ في غواتيمالا.

## وصلات خارجية
- روبين كاستيلانوس على موقع BWF.tournamentsoftware.com (الإنجليزية)
- روبين كاستيلانوس على موقع BWFbadminton.com (الإنجليزية)